# Pseudypsia dilectata
Pseudypsia dilectata är en fjärilsart som beskrevs av Paul Dognin 1900. Pseudypsia dilectata ingår i släktet Pseudypsia och familjen nattflyn. Inga underarter finns listade.